# Strašice (Boêmia do Sul)
Strašice é uma comuna checa localizada na região da Boêmia do Sul, distrito de Strakonice.